# Canal Caland
Le canal Caland (en néerlandais Calandkanaal) est un canal de la Hollande-Méridionale, situé dans le port de Rotterdam.

## Caractéristiques et historiques

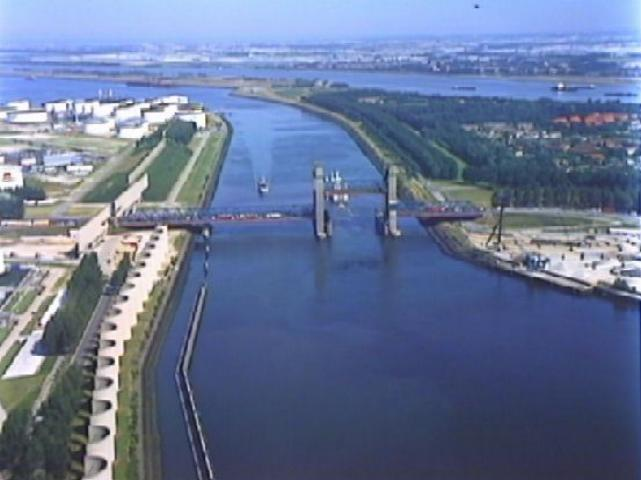
Vue aérienne du canal franchi par le Calandbrug.

Le canal a été construit parallèlement au Nieuwe Waterweg, entre Hoek van Holland et le port de Brittanniëhaven au sud de Rozenburg. Le canal facilite l'accès aux zones portuaires et industrielles d'Europoort. L'écluse de Rozenburg permet, depuis le 19 avril 1971, la correspondance avec le canal Hartel.
Le régime du canal de Caland, dont l'embouchure est proche de la mer du Nord, est soumis au fluctuations des marées, tout comme celui du canal de Beer voisin. Lors de la marée montante, le débit du canal de Caland est de l'ordre de 5,470 m3/s, tandis qu'au cours de la marée descendante, son régime hydrographique s'élève à −3,457 m3/s. Les eaux du canal de Caland sont également sujettes à une importante sédimentation marine.
Le canal Caland a été nommé ainsi d'après l'ingénieur civil Pieter Caland, responsable du projet et de la construction du Nieuwe Waterweg,.